# Arlington (Texas)
Pour les articles homonymes, voir Arlington.
Arlington est une ville du comté de Tarrant, située dans l'État du Texas, aux États-Unis. Sa population s’élevait à 365 438 habitants lors du recensement de 2010, estimée à 392 772 habitants en 2016, ce qui en fait la septième ville du Texas. Arlington est située dans le « métroplex » de Dallas et Fort Worth.

## Géographie
La ville s'étend sur 257,54 km2 dans la région métropolitaine de Dallas/Fort Worth Metroplex entre Dallas à 30 km à l'est et Fort Worth à 20 km à l'ouest. Elle est arrosée par le ruisseau Johnson, affluent de la Trinity.

## Toponymie
La ville doit son nom à Arlington House, la demeure du général Robert Lee, située en Virginie.

## Histoire

1926 carte du Arlington

La colonisation européenne dans la région d'Arlington remonte au moins aux années 1840, le sol riche de la région attirant les agriculteurs. Après la bataille du 24 mai 1841 entre le général texan Edward H. Tarrant et les Amérindiens de la colonie de Village Creek, un poste de traite a été établi à Marrow Bone Spring dans l'actuelle Arlington.
Arlington est fondée en 1876 le long de la ligne du Texas and Pacific Railway.

## Sports
Le Rangers Ballpark, stade de l'équipe de baseball des Rangers du Texas est situé à Arlington. Le AT&T Stadium, la nouvelle enceinte des Cowboys de Dallas en NFL dont les travaux ont commencé en 2006, a ouvert ses portes en 2009 et a accueilli le NBA All-Star Game en 2010, le Super Bowl XLV en 2011 et WrestleMania 32 en 2016.

## Musique
Le groupe de heavy metal Pantera a été fondé à Arlington par les frères Darrell Abbott et Vinnie Paul.
Arlington a également vu naître le groupe a cappella SoCal VoCals, créé par Scott Hoying, Kirstin Maldonado et Mitch Grassi, qui deviendra en 2011 Pentatonix.

## Entrepreneuriat
Blake Mycoskie, fondateur de la marque Toms, qui commercialise des chaussures sur le modèle "un pour un" (une paire achetée, une paire donnée à un enfant dans le besoin), est originaire d'Arlington.

## Personnalités liées à la ville
- Terry Hornbuckle un pasteur évangéliste d'Arlington condamné en 2015 à 15 ans de prison pour le viol de trois femmes.